# Brenda i pan Whiskers
Brenda i pan Whiskers (ang. Brandy and Mr. Whiskers, 2004–2006) – amerykański serial animowany, dawniej nadawany na kanale Disney Channel. W Polsce serial pojawił się 3 grudnia 2006 roku wraz z premierą polskiej edycji Disney Channel.

## Fabuła
Kreskówka opowiada o suczce Brendzie i króliku Whiskersie, którzy przypadkiem wypadli z samolotu lecącego nad Amazonią. Nie mogąc wezwać pomocy, zamieszkali tam i znaleźli wielu przyjaciół. Żyją tu i przeżywają różne zabawne przygody oraz próbują wydostać się z dżungli, jednak w głębi serca wiedzą, że to jest ich dom i że tu czują się najlepiej.

## Bohaterowie główni
- Brenda Harrington z Harringtonów z Florydy (ang. Brandy Harrington) – najlepsza przyjaciółka Whiskersa, który jednak czasami jej przeszkadza. Jest żółtą, niebieskooką suczką rasy mieszanej, która nosi różową bluzkę, bordowe spodnie, buty na koturnach i wisiorek z imieniem i nazwiskiem. Jest samolubna, a dla innych osób bardzo nieprzyjemna. Wydaje jej się, że zna się na modzie, choć nie do końca tak jest. Bardzo tęskni za swoim prawdziwym domem na Florydzie. Uwielbia zespół Słodkie Żabki. Brenda jest antropomorficznym psem z bogatej rodziny, którą się cały czas chwali. Często ratuje Whiskersa z opresji. Jej najlepszymi przyjaciółkami (oprócz Whiskersa) są Lola Boa, wąż, oraz Cheryl i Meryl – bliźniaczki tukany. O tym, że Brenda tak naprawdę nie jest rasowa, dowiadujemy się w odcinku pt. „Rasowa dama”, kiedy to Whiskers widzi dokument Brendy ze schroniska, na którym przedstawiona jest jako „mieszaniec”. Pocałowała Whiskersa w odcinku „Rip Van Whiskers”.
- Pan Whiskers – najlepszy przyjaciel Brendy, a zarazem jej przeciwieństwo. Jest białym królikiem, który lubi dłubać tylnymi łapami w nosie, skakać przez swoje uszy jak na skakance i jodłować (czasem nawet całą noc), czego Brenda nie znosi. Kiedy chce zejść ze schodów zawsze spada na ziemię. Od małego marzył, żeby być kosmonautą lub astronautą. Nosi pomarańczowy kostium zapinany na suwak. Jest lepszy od Brendy w liściarstwie (podobne jest ono do snowboardu, tylko że zjeżdża się na liściu zamiast na desce). Umie też czarować (co wykorzystuje tylko w jednym odcinku do walki z Gasparem) czego Brenda wcześniej nie wiedziała. Podczas kreskówki często przewija taśmę akcji, by upewnić się o czymś lub by zobaczyć wszystkie wydarzenia z góry. Whiskers jest królikiem, który nie miał zbyt wielu przyjaciół podczas swojego życia. Przez innych jest postrzegany jako głupi, niechlujny, zwariowany, hiperaktywny i ogólnie nieznośny królik. Whiskers także jest bardzo kochany i opiekuńczy, ale potrafi być niezgrabny i od czasu do czasu jest arogancki i niegrzeczny. Kiedy spotkał Brendę, był w drodze do zoo w Paragwaju i powiedziała mu ona, że został sprzedany za 0,5$. Stara się pielęgnować przyjaźń z Brendą, choć nie zawsze mu się to udaje. Inny najlepszy przyjaciel Whiskersa to Eddie – wydra, z którą często spędza czas nad rzeką. W wielu odcinkach (szczególnie w odcinku „Nauka to do potęgi klucz” oraz w odcinku „Drogi pamiętniku”) dowiadujemy się, że wbrew pozorom Whiskers to bardzo inteligentne zwierzę.
- Lola Boa – jest najlepszą przyjaciółką Brendy (oprócz Whiskersa). Lola jest często głosem rozsądku wśród przyjaciół Brendy. Jest wężem, czego żałuje, bo bardzo chciałaby mieć ręce. Whiskers mówi, że gdy Lola pożera żywe gryzonie na ich oczach, chciałby uciec gdzie pieprz rośnie. Jednak Lola pozostaje jedną z lepszych przyjaciół Brendy i gotowa jest pomóc jej, chociaż okrutna natura suczki jest czasem szorstka nawet dla niej, która ją toleruje. Lola potrafi pięknie śpiewać.
- Cheryl i Meryl – bystre i sprytne bliźniaczki tukany, które mają żal i urazę w stosunku do siebie. Każda z nich troszczy się o drugą, ale mają tendencję do kłótni o prawie wszystko, nawet o to co nie jest tego warte; tylko w nielicznych, rzadkich przypadkach się zgadzają. Walki Cheryl i Meryl często prowadzą do katastrof, które odwracają ścieżki planów Brendy i pana Whiskersa. Są to przyjaciółki Brendy.
- Eddie – wydra płci męskiej i najlepszy przyjaciel Whiskersa (nie licząc Brendy). Kiedy dziewczyny, z Brendą na czele, zarzucają coś Whiskersowi, Eddie staje zawsze po stronie królika. Eddie jest małomówny, chociaż często staje się księgą wiedzy w Amazonii; wie on dużo o wielu różnych rzeczach. Jest szczęśliwy pomagając poza Whiskersem komukolwiek. Jest jednym z niewielu, kto faktycznie może tolerować zachowanie Whiskersa przez dłuższy czas. Eddie ma najprawdopodobniej wadę wymowy, ponieważ gdy coś mówi, śmiesznie sepleni. Często nazywa Brendę panienką. W jednym z odcinków okazuje się, że jest zakochany w Loli, w czym Whiskers chce im przeszkodzić, a Brenda pomóc.
- Margo – jest patyczakiem płci żeńskiej, która jest ponad Brendą w socjalnym łańcuchu amazońskiej dżungli. Jest przemądrzała i wymądrza się przy wszystkich. Jest ślepa na potrzeby innych oraz bardzo arogancka. Zazwyczaj jest nieprzyjemna dla wszystkich. W odcinku „Egzotyczny tercet” Whiskers i Eddie się w niej zakochują, ale później zdali sobie sprawę, że nie warto.
- Gaspar Le Gecko – jaszczurka, przedstawia się jako „właściciel dżungli amazońskiej”, lecz zależy mu tylko na zyskach (z wyjątkiem w odcinku „Z kamerą wśród zwierząt”, gdzie pomagał Brendzie wydostać się z dżungli). Przypomina mafiosa – ma sługi, którzy zawsze się jego słuchają. Jest oszustem i samowyznaczanym dyktatorem. W którymś odcinku słudzy Gaspara mówią, że został nim tylko dlatego, że nikt inny nie chciał. Gaspar lubi wykorzystywać innych (głównie Brendę albo pana Whiskersa), by otrzymywać coś na czym mu zależy. Bardzo podoba mu się Brenda i jest gotów zrobić dla niej wszystko. Interesuje się polityką i głęboko wierzy w szczęście. Ma kolekcję amuletów szczęścia. W odcinku „Królicza łapka na szczęście” chciał koniecznie zdobyć łapki Whiskersa.

## Bohaterowie epizodyczni
- Harold – świnka morska Whiskersa. Występuje w odcinkach „Zwierzątko” i „Potwór w mojej głowie”.
- Melvin Todiero – dobrze zbudowany jeleń, w którym kochała się Brenda. Melvin na początku nie zwracał na nią uwagi, lecz (jak myślała Brenda) przyciągnęła go do niej biel własnych zębów. Był jednym z byłych chłopaków Brendy. Wystąpił w odcinku „Zgubna biel zębów”. Nieznane jest dlaczego się rozstali, ale Melvin widziany był jeszcze raz z nową dziewczyną w epizodzie „Najlepsiejszy chłopak Brendy”.
- Wolfik (ang. Wolfie) – pies, który został wychowany przez małpę, która została wychowana przez panterę, która została wychowana przez drzewo kokosowe. Brenda chciała, by został jej chłopakiem po tym, jak uratował jej życie. Jego styl bycia stoi na niskim poziomie – podobny do życia Tarzana. Niestety rozstali się, gdyż Brendzie nie udało się zrobić z Wolfika psa na poziomie. Wolfik pojawił się jeszcze raz z nową dziewczyną całkiem podobną do siebie w epizodzie „Najlepsiejszy chłopak Brendy”.
- Pan Cantarious (czyt. Kantareus) – ślimak, który jest sąsiadem z dołu Brendy i Whiskersa. Dowiadujemy się o nim, gdy piłka Whiskersa potoczyła się do jego domu i uderzyła w niego. Jest samotny i bardzo nieprzyjemny. Roznosi ślimaczy śluz, często specjalnie. Sąsiedzi przez cały czas robią sobie nieprzyjemne dowcipy. Pojawił się w odcinku „Śliska sprawa”.
- Victorec (Victor) – wąż w dżungli, który pojawił się w odcinku „Wyjdę ze skóry” i w „Mięśniaki kontra tępaki”. Często odnosi się do siebie „Vic” i był zauroczony Lolą Boą w pierwszym z tych epizodów. W jego drugim pojawieniu się, Vic był głową „Klubu Chojraków”.
- Izabelle – jest olbrzymim jaszczurem płci żeńskiej, która pojawiła się w odcinku „Amorosaurus Rex”. Whiskers był nią zauroczony i gotów był się dla niej zmienić. Jednakże jak stwierdziła Brenda (jak się dowiadujemy słusznie) dziewczyna taka jak Izabelle lubi króliki na obiad z buraczkami.
- Panna Kizia Mizia – jest pluszową zabawką Brendy, która uległa zniszczeniu. Występuje tylko w odcinku „Panna Kizia Mizia”. W tym odcinku Whiskers przypadkowo upokarza Brendę chcąc, aby Kizia Mizia wróciła do swojej właścicielki. Jednak nie podejrzewa, że Brenda wyrosła już z pluszaków. Oddaje ją więc Gasparowi, który nazywa pluszaka „Penelopa le Gecko”.
- Tiffany Turlington z Turlingtonów z Texasu – Brązowy pies, tej samej rasy co Brenda, występuje w odcinku „Bratnie dusze”. Tak jak Brenda jest bogata i rozpieszczona oraz mieszka w bogatej rodzinie. Na początku przyjaźniła się z Brendą, ale pokłóciły się o Whiskersa. W końcu Tiffany wydostała się z dżungli.
- Wanda Karlington z Karlingtonów z Georgii i Brykers – para przyjaciół. Bardzo podobni pod każdym względem do głównych bohaterów. Jak się jednak okazuje, są od nich lepsi we wszystkim co bardzo irytuje naszą parkę bohaterów. Pojawili się w odcinku „Wanda i pan Brykers”
- Borys – Małpa z Rosji, która spadła z rakietą w odcinku „Spadaj na księżyc, Whiskers!”. Jego ulubione słowa to: „Niet”, „Niet Nienada”. Lubi barszcz. Za żadne skarby nie chce wracać z powrotem w kosmos.
- Lorenzo – jaguar, który mieszkał z Brendą i Whiskersem. Przypadkowo natknął się na Whiskersa i chciał go zjeść, ale królik wyciągnął mu kolec z łapy i zostali przyjaciółmi. Jednak jego zachowanie irytowało Brendę i jak się okazało również Whiskersa. Wystąpił w odcinku „Nie ma kumpli bez kolców”. Pod koniec odcinka kolec ponownie wbija mu się w łapę i przez to opuszcza dom bohaterów. Lubi opowiadać kawały o palczatkach.
- Arturo – jaguar, w którym zakochała się Brenda. Niestety ten miał wobec niej złe zamiary. Dzięki Whiskersowi, jego łapom i niesamowitemu talentowi do wpadania w dziwne sytuacje udało się uratować Brendę przed pożarciem. Arturo wystąpił w odcinku „Mam królika na karku”.
- Sierżant Mrówa – przywódca mrówczej armii. Gdy Brenda zniszczyła jego mrowisko, zmuszona została wraz z Whiskersem wstąpić do mrówczej armii, żeby uchronić mrówki przed mrówkojadami. Wystąpił w odcinku „Szeregowiec Mrówa”.
- Petru – owocożerny nietoperz, sąsiad bohaterów. Whiskers myślał, że Petru jest wampirem i próbował to wszystkim udowodnić. Pod koniec odcinka „Klątwa nietoperza” nietoperz wyznaje, że jest mięsożercą.
- Mikołaj – gruby brodacz rozdający prezenty. Brenda chciała go poprosić o zabranie ją na Florydę, lecz Mikołaj nie mógł jej tam zabrać, gdyż była najniegrzeczniejszą osobą. Wszystko jednak potoczyło się nieco inaczej jednak znów nie po myśli bogatej suczki. Brodacz obiecał ją wziąć za rok, jeśli będzie grzeczna. W tym odcinku możemy zobaczyć skrawek wnętrza domu Brendy na Florydzie.
- Poncho – Poncho to mały tapir, który występuje w odcinku „Mini Whiskers”. Zgubił się, więc Brenda postanowiła go przygarnąć na czas póki nie odnajdą rodziców malca. Na początku Whiskers go nie lubił, ale później zostali dobrymi przyjaciółmi. Poncho naśladuje Whiskersa krok w krok co może okazać się kłopotliwe.
- Tito – Małpa, która uczy Samby. Brenda jest w nim zakochana. Wspólnie z Margo walczą o względy małpy.
- Ralph, Nalph i Stalph – trzy goryle Gaspara. Są mu wierni, ale bardzo głupi – dadzą się wykiwać nawet Whiskersowi. Są bardzo silni. Gaspar bardzo nimi pomiata.
- Amorek (według pana Whiskersa Zaczarowany, tłusty, bachor lub bobas który sprawia, że wszyscy się do siebie ślinią) – gołe niemowlę występujące w dwóch odcinkach. Tworzy miłość latając i strzelając z łuku miłosnego lub dla opornych – młota w kształcie serca.
- Johnny – Gapowaty kaczor który udawał chłopaka Brendy w odcinku „Najlepsiejszy chłopak Brendy”.
- Kolorowe Klauny – bohaterowie filmu animowanego, emitowanego w jednym z odcinków jako cenzura „niecenzuralnych” ruchów Whiskersa.
- Mama i Tata Wyjcowie – rodzina zastępcza Whiskersa w jednym z odcinków.
- Orzeł – nauczyciel matematyki w Dżunglowym Ośrodku Kultury.
- Pomarańczowe żaby – po ich ugryzieniu śpi się przez 50 lat. Czar można ominąć pod warunkiem, że pocałuje się piękną dziewczynę. Ugryzły Whiskersa w odcinku „Rip Van Whiskers”.
- Małpia Łapa – spełniający życzenia artefakt, znajdujący się przez pewien czas w posiadaniu Brendy, Whiskersa i Eddiego.
- Dziennikarz – niska małpa pytająca Gaspara i Whiskersa o plany po wyborach na prezydenta.
- Leniwiec – niezbyt mądre zwierzę, pojawiające się w kilku epizodach.
- Nauczyciel gry na Banjo – stary żółw, nauczyciel gry na banjo w Dżunglowym Ośrodku Kultury – gdyby nie jego nauki Whiskers i Brenda zostali by zamordowani i zjedzeni przez Panterę z Laguny Głodnej Pantery[2].
- Właściciele owoców – leniwce, które za zjedzenie ich owoców, zamykają Whiskersa i Brendę. Lubią grać na bandżo.
- Mama krokodylica – właścicielka jajek, która dała swoje dzieci pod opiekę Whiskersa.
- Płk. Ferguson – kępka trawy, będąca zabawką Whiskersa. Grali wspólnie w piłkę nożną, golfa i berka. Pewna kosiarka przejechała Fergusona podczas pikniku. Whiskers wskrzesił go, łącząc trawę z głową Kizi Mizi. Tak powstał Pułkownik Kizia Mizia Ferguson.
- Stara małpa – małpa, która wychowała Wolfika. Ją wychowała zaś stara pantera[3].

## Odcinki

### Sezon 1
| Nr | Tytuł | Premiera             |
| -- | --- | -------------------- |
| 1  | Pierwszy przyjaciel Whiskersa / Niańka na dziewięć z plusem Mr. Whisker’s First Friend / The Babysitter’s Flub | 21 sierpnia 2004     |
| 2  | Amorozaurus Rex / Spadaj na Księżyc, Whiskers! Cyranosaurus Rex / To The Moon Whiskers                         | 21 sierpnia 2004     |
| 3  | Mięśniaki kontra tępaki / Gorączka nocnych figli Lack of Brains vs. Brawns / The No Sleep Over                 | 21 sierpnia 2004     |
| 4  | Dyktator w dżungli / Wszystkiego najlepszego                                                                   | 21 sierpnia 2004     |
| 5  | Whisko disco / Republika odbijanej palmy Funky Bunny / The Going Bananas Republic                              | 21 sierpnia 2004     |
| 6  | Małpi rozum / Nie ma kumpli bez kolców Laming Boy / Taking Paws                                                | 4 września 2004      |
| 7  | Wyjdę ze skóry / Mam królika na karku Skin of Eeeeeeeevil! / A Bunny on My Back                                | 11 września 2004     |
| 8  | Królicza łapka na szczęście / Gorączka lśniących kamyków Lucky Rabbit’s Feet / Blind Ambitions                 | 18 września 2004     |
| 9  | Drogi pamiętniku / Wielki mały królik Dear Diary / Less than Hero                                              | 25 września 2004     |
| 10 | Obłudnie chora / Szeregowiec Mrówa Flim Flam Fever / Private Antics, Major Problems                            | 2 października 2004  |
| 11 | Klątwa nietoperza / Małpia łapa The Curse of the Vampire Bat / The Monkey’s Paw                                | 29 października 2004 |
| 12 | Drzewo życia / Wielka gra A Tree Huggin’ Bunny / The Big Game                                                  | 3 grudnia 2004       |
| 13 | Zostań Świętym Mikołajem On Whiskers, On Lola, On Cheryl and Meryl                                             | 17 grudnia 2004      |
| 14 | Rasowa modelka / Między nami, wyjcami Pedigree, Schmedigree / The Howler Bunny                                 | 28 stycznia 2005     |
| 15 | Szał i szal / Prawo dżungli Bad Hare Day / Paw and Order                                                       | 4 lutego 2005        |
| 16 | Bratnie dusze / Uwierz w Zajączka Wielkanocnego One of a Kind / Believe In The Bunny                           | 11 marca 2005        |
| 17 | Kiepska zawodniczka / Co dwie głowy, to nie jedna Bad Brandy / Two Heads Are not Better Than One               | 29 kwietnia 2005     |
| 18 | Za wszelką cenę / Dług wdzięczności Trouble in Store / Payback                                                 | 20 maja 2005         |
| 19 | Mini Whiskers / Radio „Wolny królik” Mini Whiskers / Radio Free Bunny                                          | 2 lipca 2005         |
| 20 | Z kamerą wśród zwierząt / Whiskers wszechmocny The Show Must Go Wrong / Whiskers the Great                     | 22 lipca 2005        |
| 21 | Zakręcony wtorek / Pustka w głowie Freaky Tuesday / The Brain of My Existence                                  | 12 sierpnia 2005     |

### Sezon 2
| Nr | Tytuł | Premiera         |
| -- | --- | ---------------- |
| 22 | Do roboty / Nowy wystrój Get A Job / Jungle Makeover                                                        | 3 lutego 2006    |
| 23 | Karaoke w dżungli / Wolfik – książę dżungli Pop Goes The Jungle / Wolfie: Prince of The Jungle              | 10 lutego 2006   |
| 24 | Buty oskarżycielami / Zgubna biel zębów The Tell-Tale Shoes / Time for Waffles                              | 17 lutego 2006   |
| 25 | Być jak chojraki / Śmiechu warte Any Club That Would Have Me As A Member / Where Everybody Knows Your Shame | 24 lutego 2006   |
| 26 | Słoneczny patrol / Egzotyczny tercet Better Off Wet / Loathe Triangle                                       | 3 marca 2006     |
| 27 | Zwierzątko / Ile kosztuje godność? Pet Peeves / What Price Dignity?! (Cheap!)                               | 10 marca 2006    |
| 28 | Śliska sprawa / Godzina magii You’ve Got Snail / The Magic Hour                                             | 17 marca 2006    |
| 29 | W matni kłamstw / Pieska sztuka Net of Lies / Dog Play Afternoon                                            | 24 marca 2006    |
| 30 | Ciocia – Klocia / Klątwa Auntie Dote / Curses!                                                              | 31 marca 2006    |
| 31 | Oszustwo / Deszcz Con hare / Rain Delay                                                                     | 7 kwietnia 2006  |
| 32 | Wanda i pan Brykers / Plotki amazonki Sandy & Mr. Frisky / Thinking Outside the Fruit                       | 14 kwietnia 2006 |
| 33 | Paraderki / Nauka to potęgi klucz Go! Fight! Win / Class Dismissed                                          | 21 kwietnia 2006 |
| 34 | Panna Kizia Mizia / Najlepsiejszy chłopak Brendy Itty Bitty Kitty / Brandy’s Best-Ever Boyfriend            | 28 kwietnia 2006 |
| 35 | Test na stres / Maleńki problem Stress Test / A Little Problem                                              | 5 maja 2006      |
| 36 | Fatalne zauroczenie / Korniszonowa hipnoza A Really Crushing Crush / Pickled Tink                           | 12 maja 2006     |
| 37 | Potwór w mojej głowie / Za garść błyskkamyków The Monster in My Skin / Dollars And Senseless Violence       | 17 czerwca 2006  |
| 38 | Duże dziewczynki się nie biją / Las de Amaz Big Girls Don’t Body Slam / I am Rainfo                         | 21 lipca 2006    |
| 39 | Żółw i zajęczy móżdżek / Ostatnie życzenie The Tortoise And the Hare-Brain / Rip Van Whiskers               | 25 sierpnia 2006 |